# David Segal
Pour les articles homonymes, voir Segal.
David Hugh Segal  (né le 20 mars 1937 à Londres) est un athlète britannique spécialiste du sprint. Licencié au Thames Valley Harriers, il mesure 1,79 m pour 67 kg.

## Carrière

### Palmarès
| Date | Compétition                                     | Lieu      | Résultat | Épreuve    | Performance |
| ---- | ----------------------------------------------- | --------- | -------- | ---------- | ----------- |
| 1956 | Jeux olympiques d'été                           | Melbourne | 5e       | 4 × 100 m  | 40 s 6      |
| 1958 | Jeux de l'Empire britannique et du Commonwealth | Cardiff   | 1er      | 4 × 100 m  | 40 s 7      |
| 1958 | Championnats d'Europe                           | Stockholm | 2e       | 200 mètres | 21 s 3      |
| 1958 | Championnats d'Europe                           | Stockholm | 2e       | 4 × 100 m  | 40 s 2      |
| 1960 | Jeux olympiques d'été                           | Rome      | 3e       | 4 × 100 m  | 40 s 2      |

### Records
| Épreuve    | Performance | Lieu | Date |
| ---------- | ----------- | ---- | ---- |
| 100 mètres | 10 s 5      |      | 1960 |
| 200 mètres | 20 s 21     | Rome | 1960 |